# Hèbrides Exteriors

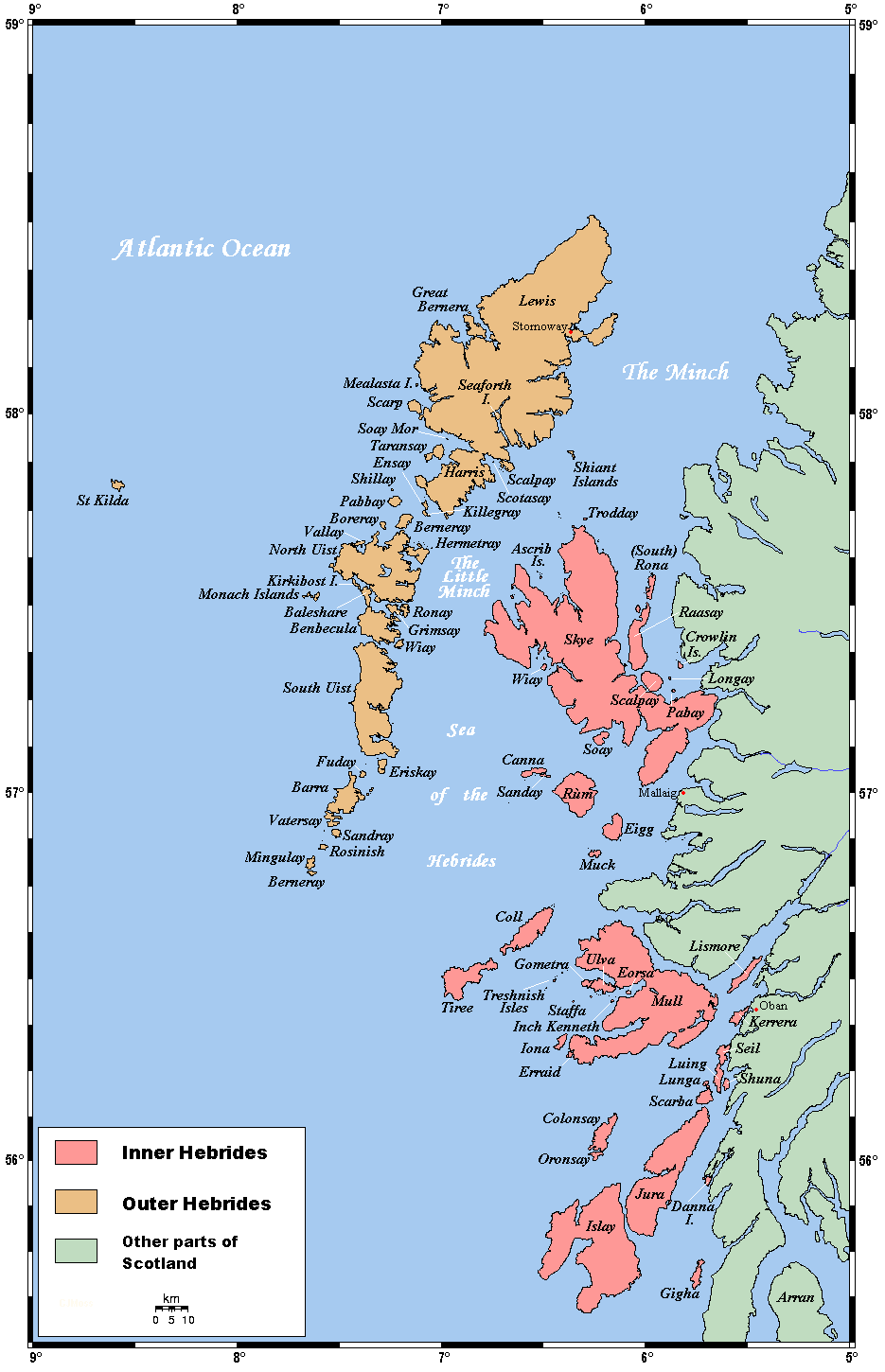
Situació de les Hèbrides Exteriors (en taronja) dins del conjunt de l'arxipèlag

Les Hèbrides Exteriors (gaèlic escocès: na h-Eileanan Siar; anglès: Outer Hebrides), també anomenades en anglès Western Isles i oficialment conegudes amb el nom gaèlic de Na h-Eileanan Siar, són un grup d'illes situades al nord-oest d'Escòcia pertanyents a l'arxipèlag de les Hèbrides i separades de la terra ferma d'Escòcia pel Minch, el Little Minch i el Mar de les Hèbrides. Antigament el gaèlic escocès hi havia estat la llengua dominant.

## Illes principals
Les illes principals formen un arxipèlag que, envoltades d'un gran nombre de petites illes, és conegut amb el nom poètic de « Long Isle ».
Les illes més grans són Lewis i Harris, North Uist, Benbecula, South Uist i Barra. Al sud d'aquesta s'estenen les Illes Barra amb Mingulay i Vatersay.
Un gran nombre de petites illes envolten les principals:
- Baleshare, Berneray, Boreray
- Calvay, Campay
- Eilean Chaluim Chille, Eilean Uibhard, Eilean Kearstay, Eileanan Iasgaich, Ensay
- Fiaray, Floday, Flodday, Floddaybeg, Floddaymore, Fuday, Fuiay
- Great Bernera, Gighay, Gilsay, Grimsay, Groay
- Hellisay, Hermetray
- Killegray, Kirkibost
- Lingay, Little Bernera
- Mealasta
- Opsay, Oronsay, Orosay
- Pabbay, Pabay Mór
- Ronay
- Scalpay, Scaravay, Scarp, Scotasay, Shillay, Soay Beag, Soay Mòr, Stromay, Stuley, Sursay
- Tahay, Taransay
- Vacsay, Vallay, Vuia Beag, Vuia Mòr
- Wiay

## Altres illes
D'altres illes petites s'escampen al voltant del grup principal:
- A l'oest s'estenen les Monach Islands, les Illes Flannan, Saint Kilda i Rockall per ordre d'allunyament
- A l'est s'estenen les Shiant Isles.